# 原洋之介
原 洋之介（はら ようのすけ、1944年2月7日 - 2021年4月3日）は、日本の経済学者。東京大学名誉教授、政策研究大学院大学客員教授。専門は、開発経済学、農業経済学、アジア経済論。

## 経歴
1944年、兵庫県生まれ。1963年に淳心学院中学校・高等学校を卒業し、東京大学農学部に入学。農業経済学科で農業経済学を専攻し、。1967年に卒業。同大学大学院農学研究科に進み、1969年に修士課程を修了。
1972年、東京大学東洋文化研究所助手に採用。1976年、学位論文『インドネシアにおける経済発展のメカニズム：1960年代-政策形成貨幣政策・農業政策』を東京大学に提出して農学博士号を取得。その後、同研究所助教授（1979年）、教授（1986年）昇格。1998年から2002年まで所長をつとめた。2002年、同大学院情報学環・学際情報学府教授を経て、2006年より政策研究大学院大学特別教授となった。
学外では、アジア政経学会や大同生命国際文化基金の理事も務めた。2021年4月3日死去、享年77歳。叙正四位、瑞宝中綬章追贈。
役職・委員
- 1975年 - 国際連合アジア太平洋経済社会委員会専門家

## 受賞・栄典
- 2021年 -叙正四位、瑞宝中綬章を死去と同時に追贈。

## 著書
単著
- 『ASEAN諸国の一次産品輸出と経済成長』（アジア経済研究所, 1980）
- 『クリフォード・ギアツの経済学 アジア研究と経済理論の間で』社会科学の冒険4（リブロポート, 1985）
- 『アジア経済論の構図 新古典派開発経済学をこえて』(社会科学の冒険13)（リブロポート, 1992）
- 『東南アジア諸国の経済発展 開発主義的政策体系と社会の反応』（リブロポート, 1994）
  - 東京大学東洋文化研究所,1994
- 『アジア・ダイナミズム 資本主義のネットワークと発展の地域性』（NTT出版, 1996）
- 『開発経済論』（岩波書店, 1996）
  - 第2版 2002
- 『グローバリズムの終宴 アジア危機と再生を読み解く三つの時間軸』（NTT出版, 1999）
- 『エリア・エコノミックス アジア経済のトポロジー』（NTT出版, 1999）
- 『アジア型経済システム グローバリズムに抗して』（中央公論新社, 2000）
- 『現代アジア経済論』（岩波書店, 2001）
- 『新東亜論』（NTT出版, 2002）
- 『東アジア経済戦略 文明の中の経済という視点から』（NTT出版, 2005）
- 『「農」をどう捉えるか』社会科学の冒険2期1（書籍工房早山, 2006）
- 『北の大地・南の列島の「農」 地域分権化と農政改革』社会科学の冒険2期3（書籍工房早山, 2007）

編著
- 『東南アジアからの知的冒険 シンボル・経済・歴史 社会科学の冒険』（リブロポート, 1986）
- 『アジア経済論』（NTT出版, 1999）
  - 新版 2001
- 『地域発展の固有論理』地域研究叢書10（京都大学学術出版会, 2000）

共編著
- 『ヴィエトナムの市場経済化』（石川滋,東洋経済新報社, 1999）

訳書
- 『開発のディレンマ』ジョン・トーイ(同文舘出版, 2005）
- 『良い資本主義悪い資本主義 成長と繁栄の経済学』ウイリアム J. ボーモル, ロバート E. ライタン, カール J. シュラム著, 監訳, 田中健彦訳 (書籍工房早山, 2014)

雑誌連載
- 『北の発言』で「世界の多様な地域を訪ねて」を連載。
- 『表現者』で「アジアとの交わりを顧みて」を連載。

追悼論集
- 『アジアと日本の発展に心を寄せて:故原洋之介先生追悼文集』書籍工房早山, 2022[7][8]